# Saint-Georges-de-Reintembault
 Saint-Georges-de-Reintembault  es una población y comuna francesa, situada en la región de Bretaña, departamento de Ille y Vilaine, en el distrito de Fougères y cantón de Louvigné-du-Désert.

## Demografía
| 2195 | 2049 | 1818 | 1795 | 1747 | 1682 |
| Para los censos de 1962 a 1999 la población legal corresponde a la población sin duplicidades (Fuente: INSEE [Consultar]) |      |      |      |      |      |